# København A-Raeken
København A-Raeken była pierwszą piłkarską klasą rozgrywkową w Danii. Funkcjonowała w latach 1889–1912. Były to nieoficjalne mistrzostwa kraju. W rozgrywkach brały udział tylko drużyny z Kopenhagi. Zwycięzca København A-Raeken zostawał nieoficjalnym mistrzem tego kraju. W 1912 rozgrywki zostały zastąpione przez Landsfodboldturneringen, w której mogły już występować zespoły z całej Danii.

## Zwycięzcy København A-Raeken
| - 1889/1890: Akademisk BK - 1890/1891: Kjøbenhavns Boldklub - 1891/1892: Nie wyłoniono - 1892/1893: Akademisk BK - 1893/1894: Akademisk BK - 1894/1895: Akademisk BK - 1895/1896: Akademisk BK - 1896/1897: Kjøbenhavns Boldklub - 1897/1898: Kjøbenhavns Boldklub - 1898/1899: Akademisk BK - 1899/1900: Nie wyłoniono - 1900/1901: Boldklubben af 1893 |  | - 1901/1902: Boldklubben Frem - 1902/1903: Kjøbenhavns Boldklub - 1903/1904: Boldklubben Frem - 1904/1905: Kjøbenhavns Boldklub - 1905/1906: Boldklubben af 1893 - 1906/1907: Nie wyłoniono - 1907/1908: Boldklubben af 1893 - 1908/1909: Boldklubben af 1893 - 1909/1910: Kjøbenhavns Boldklub - 1910/1911: Kjøbenhavns Boldklub - 1911: Østerbros BK (oficjalny), Kjøbenhavns Boldklub (nieoficjalny) - 1912: Kjøbenhavns Boldklub |

## Liczba tytułów
|   | Klub                 | Liczba tytułów |
| 1 | Kjøbenhavns Boldklub | 9              |
| 2 | Akademisk BK         | 6              |
| 3 | Boldklubben af 1893  | 4              |
| 4 | Boldklubben Frem     | 2              |
| 5 | Østerbros BK         | 1              |